# The Mammoth Book of Best New Horror: Volume Eighteen
The Mammoth Book of Best New Horror: Volume Eighteen är den artonde volymen i antologiserien med samma namn. Den publicerades 2007 på det brittiska bokförlaget Robinson och i USA på Carroll & Graf.
Samlingen som helhet vann British Fantasy Award 2008.

## Innehåll
- "Introduction: Horror in 2006" av Stephen Jones
- "Summer" av Al Sarrantonio
- "Digging Deep" av Ramsey Campbell
- "The Night Watch" av John Gordon
- "The Luxury of Harm" av Christopher Fowler
- "Sentinels" av Mark Samuels
- "The Saffron Gatherers" av Elizabeth Hand
- "What Nature Abhors" av Mark Morris
- "The Last Reel" av Lynda E. Rucker
- "The American Dead" av Jay Lake
- "Between the Cold Moon and the Earth" av Peter Atkins
- "Sob in the Silence" av Gene Wolfe
- "Continuity Error" av Nicholas Royle
- "Dr. Prida's Dream-Plagued Patient" av Michael Bishop
- "The Ones We Leave Behind" av Mark Chadbourn
- "Mine" av Joel Lane
- "Obsequy" av David J. Schow
- "Thrown" av Don Tumasonis
- "Houses Under the Sea" av Caitlín R. Kiernan
- "They" av David Morrell
- "The Clockwork Horror" av F. Gwynplaine MacIntyre
- "Making Cabinets" av Richard Christian Matheson
- "Pol Pot's Beautiful Daughter (Fantasy)" av Geoff Ryman
- "Devil's Smile" av Glen Hirshberg
- "The Man Who Got Off the Ghost Train" av Kim Newman
- "Necrology: 2006" av Stephen Jones och Kim Newman